# Grand Prix de Wallonie féminin 2024
Cet article concerne la course féminine. Pour la course masculine, voir Grand Prix de Wallonie 2024.
La 3e édition du Grand Prix de Wallonie féminin (officiellement Saint-Feuillien Grand Prix de Wallonie) a lieu le mercredi 18 septembre 2024. Elle se déroule sur un parcours de 140 km et fait partie du calendrier UCI en catégorie 1.1  

## Présentation

### Parcours
Le départ de cette édition est donné à Blegny dans la province de Liège et l'arrivée a lieu au sommet de la montée de la Route Merveilleuse vers la citadelle de Namur atteinte après 140 km de course.

### Équipes
| Unknown team category |
|                       |

## Classements

### Classement final
| \| Classement général \| Classement général \| Classement général \| Classement général \| Classement général \| \| Coureuse \| Coureuse \| Pays \| Équipe \| Temps \| \| ------------------ \| ------------------ \| ------------------ \| ------------------ \| ------------------ \| |          |      |        |       |
| |          |      |        |       |
| |          |      |        |       |
| Classement général |          |      |        |       |
| Coureuse | Coureuse | Pays | Équipe | Temps |

### Points UCI
| Position           | 1er | 2e  | 3e  | 4e  | 5e | 6e | 7e | 8e | 9e | 10e | 11e | 12e | 13e | 14e | 15e | 16e à 25e |
| Classement général | 200 | 150 | 125 | 100 | 85 | 70 | 60 | 50 | 40 | 35  | 30  | 25  | 20  | 15  | 10  | 5         |